# رومان كونتسيدالوف
رومان كونتسيدالوف (بالروسية: Концедалов, Роман Игоревич)‏ (11 مايو 1986 بفالويكي في روسيا - ) هو لاعب كرة قدم روسي في مركز الوسط. شارك مع منتخب روسيا تحت 21 سنة لكرة القدم ومنتخب روسيا الثاني لكرة القدم. أما مع النوادي، فقد لعب مع أنجي محج قلعة وتوم تومسك ولوكوموتيف موسكو ونادي فولغا نيجني نوفغورود ونادي كوبان كراسنودار وFC Energomash Belgorod ‏ ونادي موردوفيا سارانسك وFC Titan Klin ‏ وسبارتاك نالتشيك.

## وصلات خارجية
- رومان كونتسيدالوف على موقع قاعدة بيانات كرة القدم.إي يو (الإنجليزية)
- رومان كونتسيدالوف على موقع Soccerway.com (الإنجليزية)